# Wörth (Donauinsel)
Die Wörth, auch Insel Wörth genannt, ist eine Flussinsel in der Donau. Mit ihr beginnt der Strudengau unterhalb der Stadt Grein in Oberösterreich. Geographisch liegt die Insel bereits in Niederösterreich. Am höchsten Punkt stand einst die Burg Wörth.

## Geographie
Die Insel Wörth liegt in einer Donaubiegung in Höhe der Ortschaft Hößgang, die wie die Insel zum Gemeindegebiet von Neustadtl an der Donau zählt. Am linken, nördlichen Flussufer befindet sich schräg gegenüber die Burg Werfenstein.
Die Insel Wörth liegt mitten in der einst wildesten und gefährlichsten Strecke des Strudengaus mit ihren Strudeln und Stromschnellen. Es waren dies: Das Schwalleck (Schwall, Saurüssel) bei der Stadt Grein. Dann 2 km weiter der Strudel (Struden, Strubm) bei der Insel Wörth. Dann 1,4 km weiter der Wirbel zwischen den Orten Struden und Sankt Nikola.
Der Strudel war wegen der Untiefen bei niedrigem Wasserstand gefährlich und bei Hochwasser leichter zu überwinden. Der Wirbel hingegen war bei hohem Wasserstand gefährlich und schwerer zu umschiffen, weil der Wirbel mehr Kraft hatte und Schiffe in größerem Umfang erfassen und zerbrechen konnte.
Der Kartenausschnitt von 1777 zeigt, dass damals zwischen der Donauinsel Wörth und dem nördlichen, linken Donauufer noch mindestens 28 kleine und kleinste Felseninseln lagen (sowie fünf weitere in der Gießenbachmündung), von denen zumindest die acht größten Namen trugen: Maisenkugel, Weite Kugel, Bombengehäkel, Dreispitz, Wolfskugel, Waldgehäkel (die größte), Wildrissgehäkel und Das Ross. Die drei größten, Wildrissgehäkel, Bombengehäkel und Waldgehäkel, waren gefürchtete Klippen, an denen viele Flöße zerschellten.

## Beschreibung
Die Insel Wörth mit einer Fläche von 13,5 ha ist dicht bewaldet. Auf ihr befinden sich drei kleine Weiher mit einer Gesamtfläche von 0,7 ha (0,4 ha im Norden, 0,2 ha im Osten, 0,1 ha im Süden). Am höchsten Punkt, dem Wörthfelsen, finden sich noch Reste der Burg Wörth.
Früher gab es auf der Insel auch Landwirtschaft und das Gehöft Wörthbauer. Vor der Errichtung des Donaukraftwerks Ybbs-Persenbeug in den 1950er-Jahren war die Insel bei Niederwasser der Donau vom rechten, südlichen Flussufer aus über die Schotterbänke zu Fuß gut erreichbar.
Die heutige dreieckige Form der Insel ist auf zahlreiche Regulierungsarbeiten der Donau ab 1696 und auf die Uferverbauungen für das Kraftwerk Ybbs-Persenbeug zurückzuführen. Sowohl links als auch rechts der Insel Wörth besteht nun eine für die Schifffahrt taugliche Fahrrinne.
Seit 1970 ist die Insel Wörth ein Naturschutzgebiet im Besitz der Republik Österreich. Es besteht keine regelmäßige Fährverbindung zur Insel.

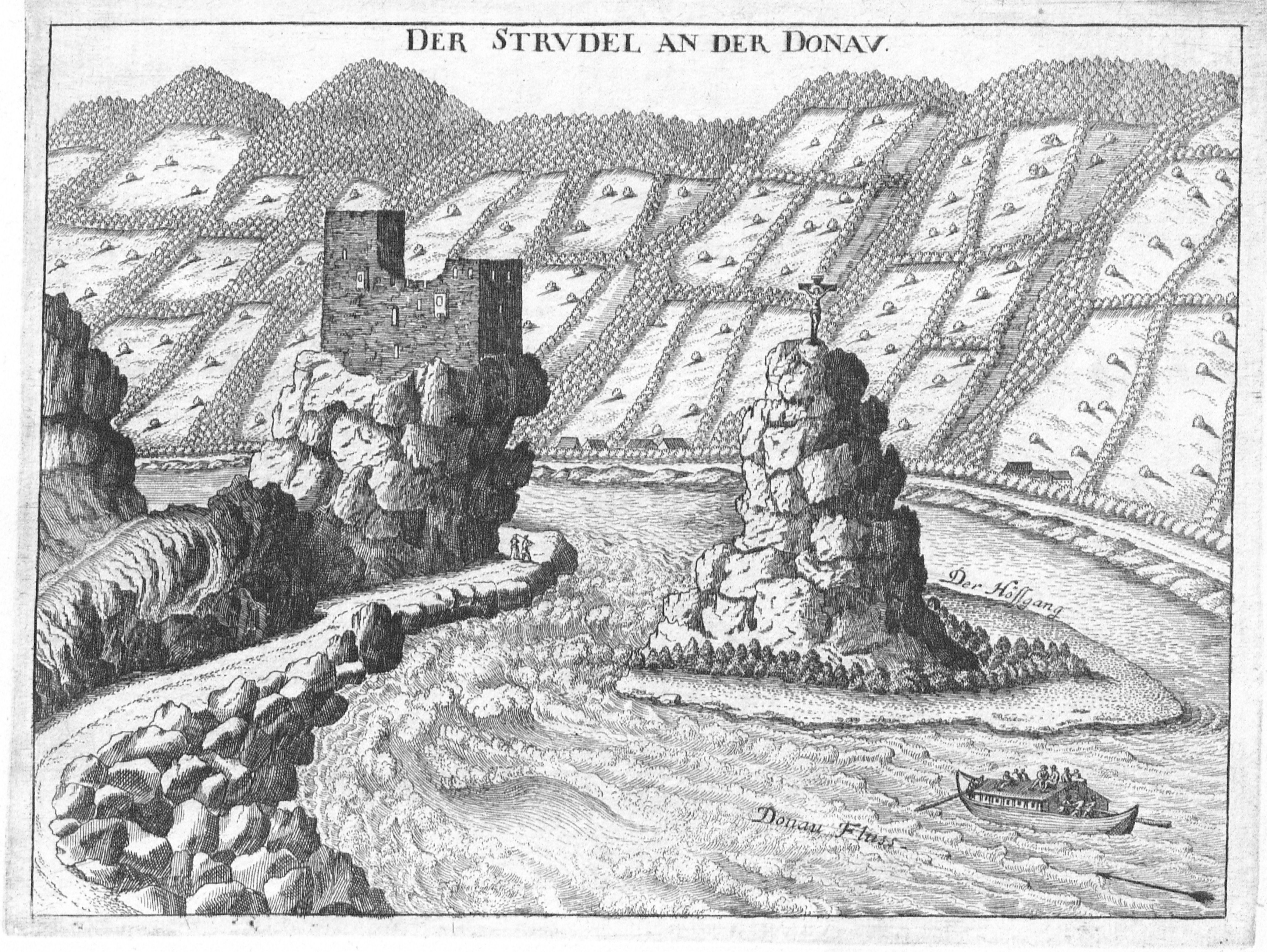
Ruine Werfenstein und Insel Wörth 1674. Von Westen
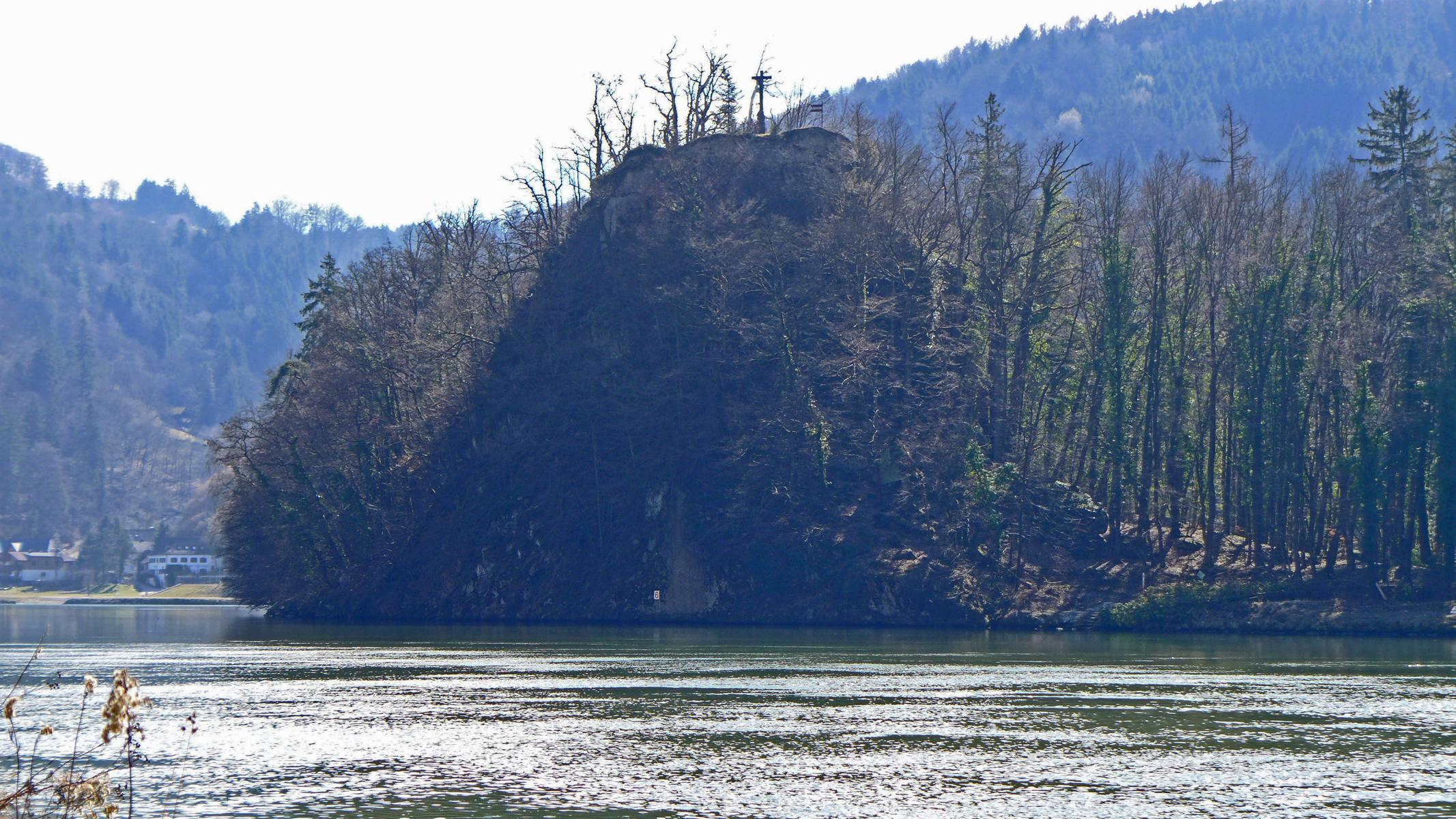
Burgfelsen mit Wörther Kreuz
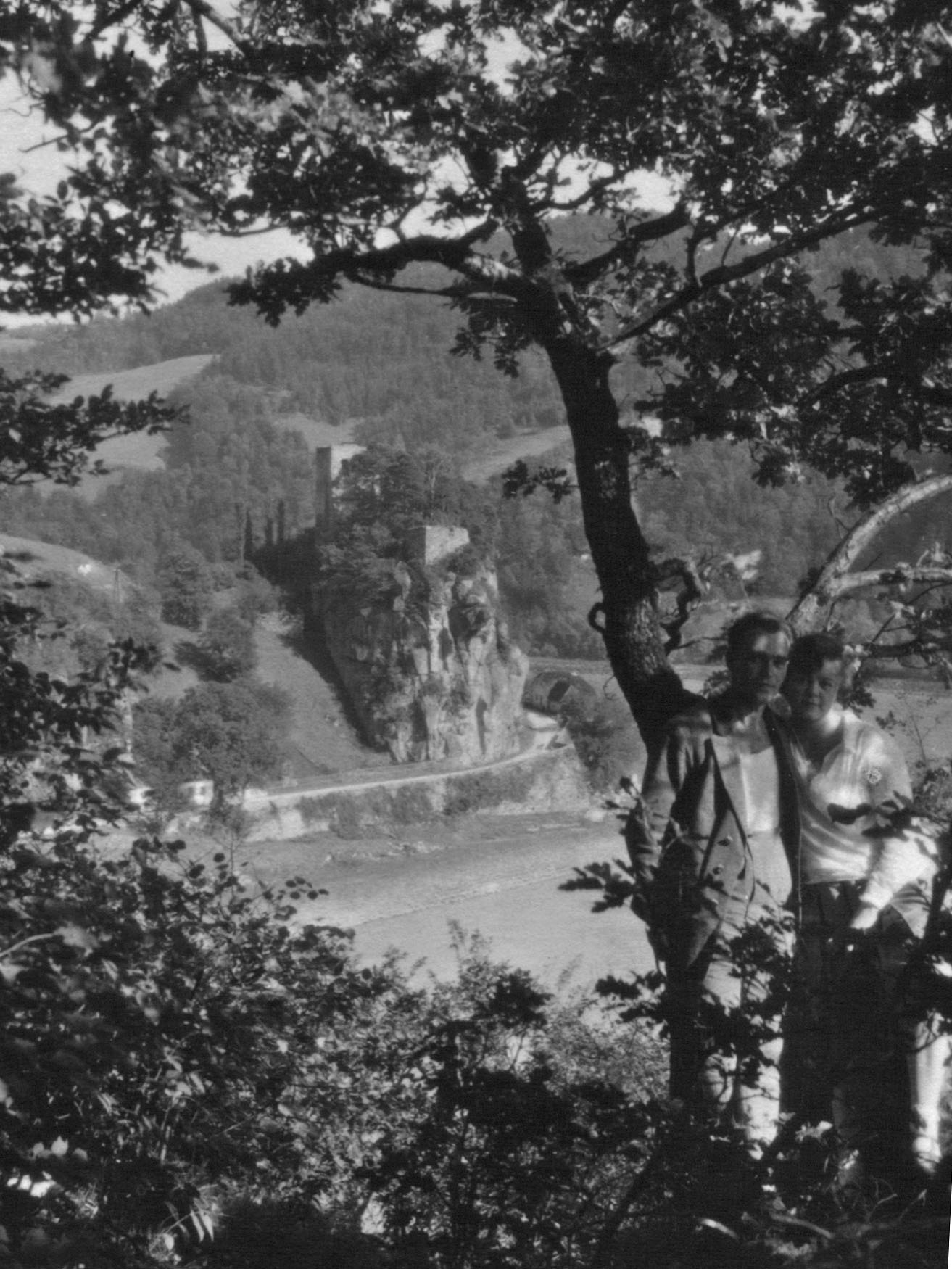
Blick vom Burgfelsen auf Burg Werfenstein 1931
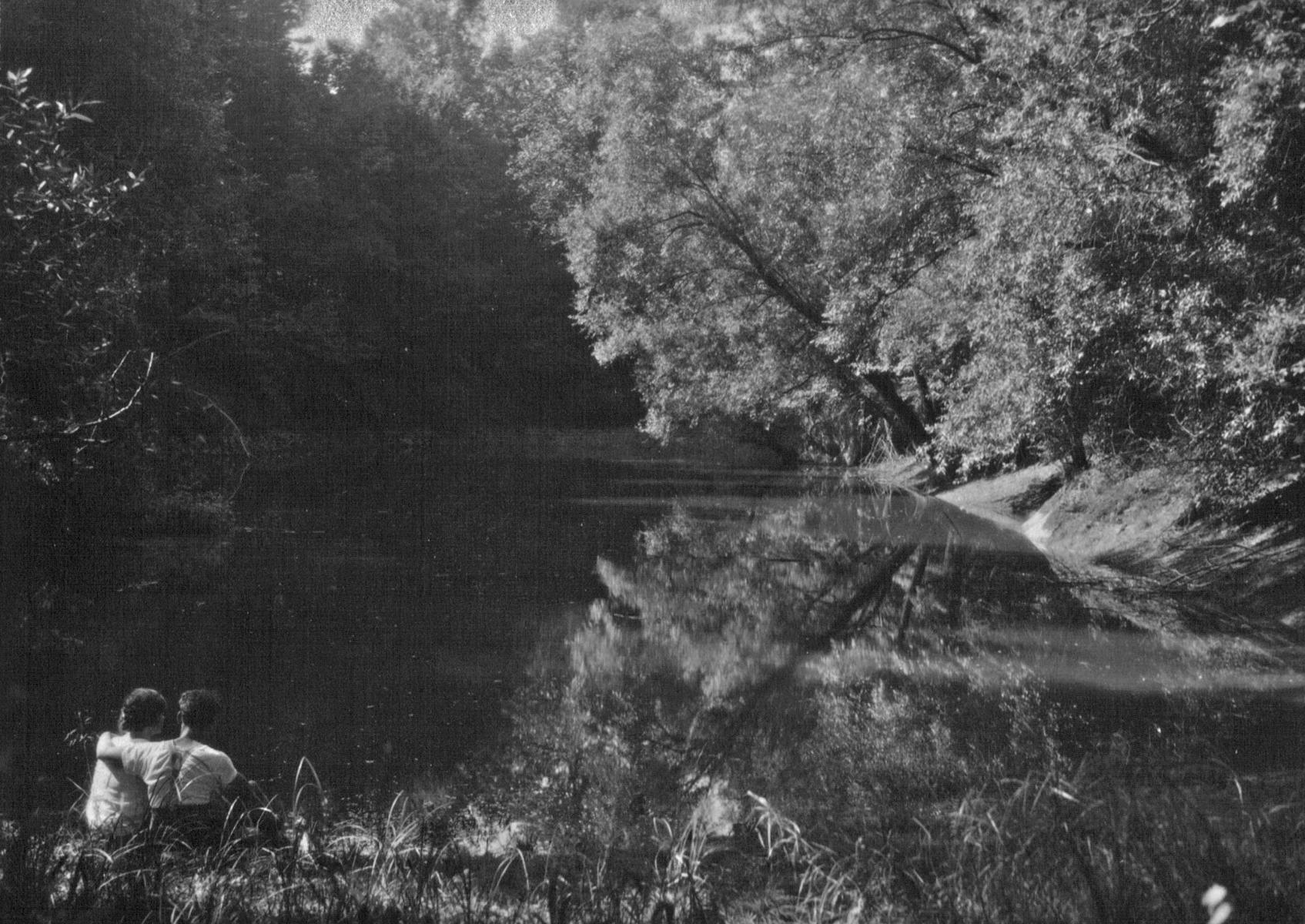
Insel Wörth. Inneres 1931

## Geschichte

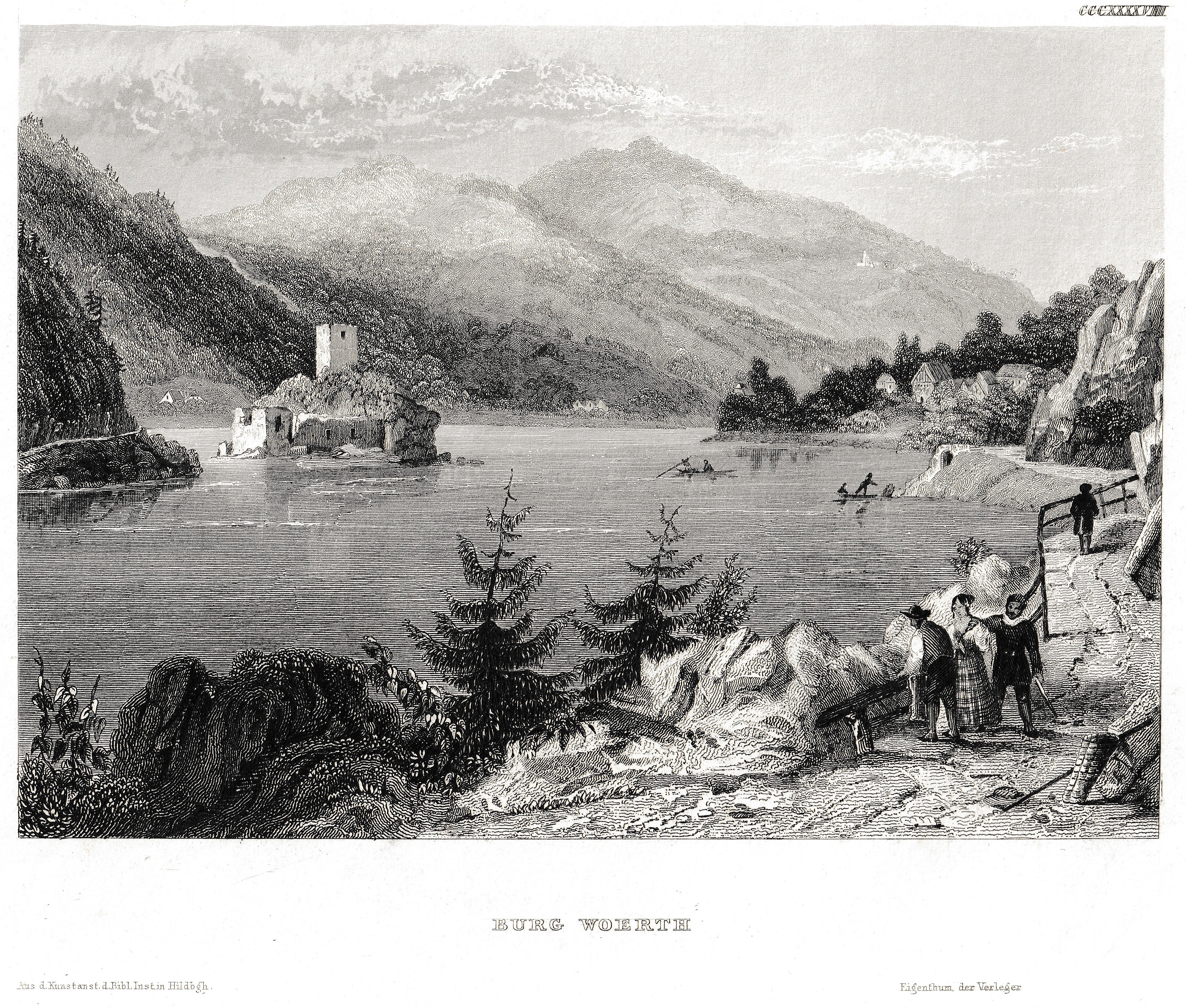
Burg Wörth, Mitte des 19. Jh.

Im Mittelalter und auch schon weit früher war die Donau ein wichtiger Fernverkehrsweg für Schiffe, Flöße und am Donauufer für Reiter. Dieser Fernverkehr konnte an der Engstelle bei der Insel Wörth gut kontrolliert werden. So gibt es Hinweise, dass zur Bronzezeit schon Menschen auf der Insel waren. Eher zufällige Funde aus der Bronzezeit belegen es.
Glaubt man dem Anhang vom Roman Die Trutzburg von Franz Herndl, so hatten Römer zur Zeit Mark Aurels auf der Insel ein Kastell errichtet, aus dessen Ruinen im Mittelalter eine Burg entstand, die Burg Wörth.
An strategisch wichtigen Stellen gab es noch mehr Burgen. Sie waren Teil eines alten Maut- und Sicherungssystems entlang der Donau im Strudengau. Diese in Oberösterreich mehrheitlich am Nordufer gelegenen Burgen und Türme waren (von West nach Ost): Kosenburg, Greinburg (jüngere Hauptburg), Wörth, Werfenstein (ursprüngliche Hauptburg), Helchenburg, Hausstein, Langenstein, Pain, Mautturm und Burg Sarmingstein. In Niederösterreich folgten Freyenstein am Südufer und all die weiteren.
Um 1295 war die Insel landesfürstlich und wurde 1314 an den Kleinadeligen Albero von Volkersdorf verpfändet, deren Nachkommen sich ab 1322 nach dem Sitz nannten. Mit dem Verkauf an die Prüschenk und der damit verbundenen Gründung des Prüschenkschlosses Greinburg dürfte die Burg Wörth ihre Aufgabe verloren haben.
Im Jahr 1575 begannen Tiroler Bergknappen im Auftrag des Kaisers mit der Beseitigung von gefährlichen Felseninseln des Strudels bei der Insel Wörth. Sie stießen allerdings auf Desinteresse und sogar Widerstand der lokalen Bevölkerung und den Herrschaften, die um ihr einträgliches Lotsengeschäft fürchteten.
Ab Dezember 1777 wurden nach umfangreichen Vorarbeiten die ersten Felsen doch gesprengt. Diese ersten Regulierungsarbeiten dauerten bis 1791. Sie wurden Mitte des 19. Jahrhunderts fortgesetzt und schließlich in den Jahren 1870 bis 1914 abgeschlossen. Damit waren die Schifffahrtshindernisse Schwall, Strudel und Wirbel beseitigt. Der Bau des Kraftwerks Ybbs-Persenbeug ließ die früheren Schifffahrtshindernisse vollständig vergessen.